# Tricholaba viciarum
Tricholaba viciarum är en tvåvingeart som beskrevs av Stelter 1963. Tricholaba viciarum ingår i släktet Tricholaba och familjen gallmyggor.
Artens utbredningsområde är Tyskland. Inga underarter finns listade i Catalogue of Life.